# 貝納爾

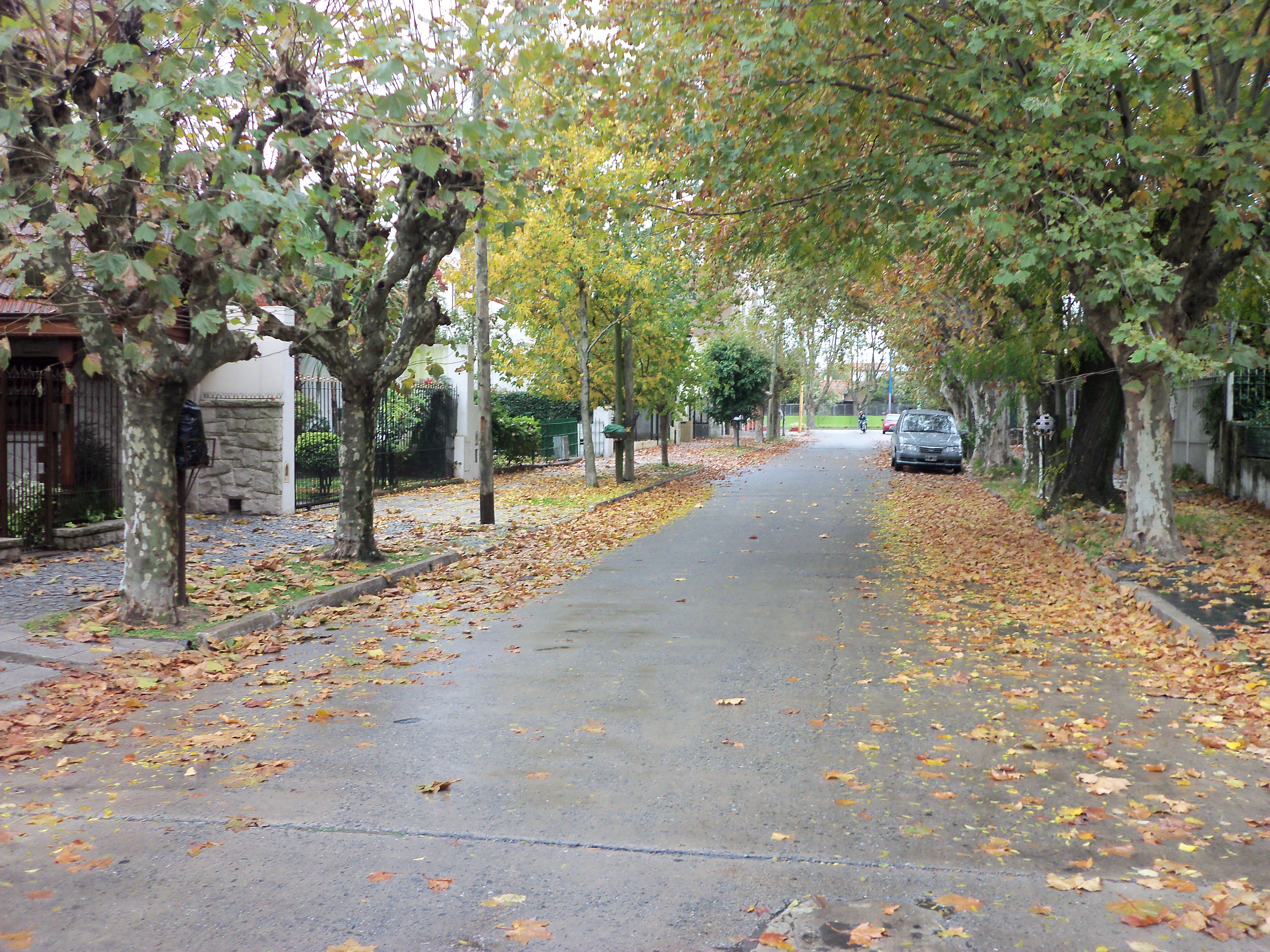
貝納爾

貝納爾是阿根廷的城市，位於該國東部，距離首都布宜諾斯艾利斯10英里，由布宜諾斯艾利斯省負責管轄，始建於1850年，面積23.62平方公里，海拔高度16米，2001年人口130,790。

## 外部連結
- National University of Quilmes
- Historical photographs gallery （西班牙文）
- bernal.com.ar, information of Bernal's history, location, and pictures （西班牙文）
- barrioparquebernal.com.ar, Barrio Parque Bernal （西班牙文）
- Comprehensive study on the history of the town （页面存档备份，存于）